# Морена (певица)
Маргарет Камиллери (полное имя — Маргарета Камиллери Фенек (англ. Margerita Camilleri Fenech)) (род. 7 марта 1984 в Саннате) — мальтийская певица, больше известная под псевдонимом Морена (мальт. Morena). В переводе с мальтийского «morena» — «брюнетка», что вполне соответствует её внешности. Певица очень популярна у себя на родине, её часто называют «Mediterranean Volcano» (рус. Средиземноморский вулкан).

## Морена на Евровидении
В 2006 Маргарет участвовала в национальном отборочном конкурсе на Евровидение («Malta Song for Europe») с песней «Time», но заняла только девятое место с 3046 голосами телезрителей. Два года спустя она вновь принимает участие на этом конкурсе с двумя композициями — «Casanova» и «Vodka». Обе песни прошли в финал отборочного конкурса, а композиция «Vodka» финишировала первой, заработав 16979 голосов (33 % от всех полученных голосов вместе взятых). Именно с этой песней Морена получила право представить Мальту на конкурсе песни Евровидение 2008.
Песня «Vodka» не прошла в финал конкурса, финишировав во втором полуфинале только четырнадцатой (38 баллов). Больше всего баллов представительница Мальты получила от Албании (8).